# Banu Ifran

Dynastie van de Banu Ifran.

Banu Ifran of Ait Ifran was een Berberse stam dat onderdeel uitmaakte van de Zenata confederatie. Hun oorspronkelijke leefgebied lag in het huidige Algerije en Tunesië. Zij speelden een belangrijke rol in de pre-Islamitische en vroeg Islamitische geschiedenis van de Maghreb. In Spanje waren zij de stichters van de moderne stad Ronda.

## Geschiedenis
De stam, onderdeel van de Zenata Berbers, steunde Kahina in haar strijd tegen de moslimlegers. Kort na het uitbreken van de Grote Berberopstand bekeerden zij zich tot de Kharadjietische Islam en bereikten zij suprematie in Agadir (het huidige Tlemcen, Algerije). Met tussenpozen, zouden zij ruim drie eeuwen lang over die stad en gebieden eromheen regeren. De Banu Ifran van Tunesië organiseerden in 944 een opstand tegen de Fatimiden. Onder leiding van de Tunesische Abū Yazīd ibn Kayrād konden zij verschillende Tunesische en Algerijnse steden onder hun bewind brengen, waarna zij uiteindelijk Kairouan konden bezetten. In 947, tijdens een beleg van Sousse werd dat leger verslagen en teruggedrongen naar het westen.
In de 10e eeuw wisten zij Fez voor een korte tijd in te nemen, maar werden snel door de Maghrawaden verslagen. Na dit verlies trokken zij op naar het westen en drongen de gebieden van de Barghawata binnen, waar zij het moderne Salé stichtten.
In de 11e eeuw werden hun gebieden geplaagd door de komst van Arabische nomaden (Banu Hilal), die hun afzwakten en het voor de Almoraviden mogelijk maakten hen in 1066 te verslaan en af te zetten.

## Etymologie
Ifran betekent grotten in het Berbers (enkelvoud: Afri), terwijl Banu de Arabische benaming voor stam is. De vroege Romeinen schreven al over een volk genaamd Ifraniden, dat het huidige Tunesië bevolkte. Volgens historici is de benaming voor het werelddeel Afrika afgeleid van dit volk.